# Station Oebashi
Station Ōebashi (大江橋駅, Ōebashi-eki) is een spoorwegstation in de wijk Kita-ku in de Japanse stad Osaka. Het wordt aangedaan door de Keihan Nakanoshima-lijn. Het station heeft twee sporen, gelegen aan een enkel eilandperron, en werd in 2008 geopend.

## Treindienst

### Keihan
| 1 | ■ Nakanoshima-lijn | richting Hirakatashi, Chūshojima, Sanjō en Demachiyanagi (via de Keihan-lijn) |
| 2 | ■ Nakanoshima-lijn | richting Nakanoshima                                                          |

Nakanoshima · Watanabebashi · Ōebashi · Naniwabashi · Temmabashi (>> Keihan-lijn)